# Карпово (Гулинский сельсовет)
Карпово — деревня в Белозерском районе Вологодской области.
Входит в состав Гулинского сельского поселения, с точки зрения административно-территориального деления — в Гулинский сельсовет.
Расположена на берегу Азатского озера. Расстояние по автодороге до районного центра Белозерска составляет 34,5 км, до центра муниципального образования деревни Никоновская — 4,5 км. Ближайшие населённые пункты — Попово, Рощино, Трунино, Чикалевка, Якунино.
Население по данным переписи 2002 года — 2 человека.